# Brachystelma decipiens
Brachystelma decipiens är en oleanderväxtart som beskrevs av Nicholas Edward Brown. Brachystelma decipiens ingår i släktet Brachystelma och familjen oleanderväxter. Inga underarter finns listade i Catalogue of Life.